# Shade 45
Shade 45 é a rádio do rapper americano Eminem. Inaugurada em 2004, faz grande sucesso entre as rádios americanas de rap.
Eminem estabeleceu seu próprio canal, Shade 45, que toca músicas de hip-hop sem cortes de artistas como ele próprio, Drake, 50 Cent, Kendrick Lamar, Dr. Dre, Kanye West, Travis Scott, Bronson Ação, Wiz Khalifa, Big Sean, Tech N9ne, Schoolboy Q , etc. Eminem também estabeleceu um novo programa matutino, Sway in the Morning, um animado show matutino que vai ao ar às 8:00 da manhã. toda segunda-feira a sexta-feira.